# 余暇開発センター
財団法人余暇開発センター（ざいだんほうじん よかかいはつセンター）は、1970年代に通商産業省管轄の公益法人として設立された、高度経済成長期後の国民の余暇をテーマとしたシンクタンクである。

## 概要
日本における余暇活動促進を政府・産業界の面から支えてきた代表。「レジャー白書」は日本のレジャー関連統計指標の権威として、特に消費者を対象としたマーケティングリサーチの市場動向参考データとして、多くに参照されている。
高度経済成長期後という時代の要請から生まれたものであるが、余暇活動を公共組織と民間組織の双方を含めた日本全体に啓蒙してきた面は評価される。一方、監督官庁が厚生省（厚生労働省）ではなく、通商産業省、そして経済産業省であること、その後も経済界の生産性向上を目指してきた組織に取り込まれていること、また、当初の組織名の余暇開発が示すように、産業界の経済活動促進や余暇産業振興といった面での志向が強いことは否めない。本来は個々人に帰する余暇活動であり、余暇開発センター（およびその後継組織）の活動内容はあくまで余暇の一つの側面であることは留意すべきである。

## 歴史
通産省主導で、競輪の利益金およそ2億6千万円を補助金として、新日本製鐵、日本興業銀行、日本長期信用銀行、東亜燃料工業、三井情報開発の五社が中心となって1972年4月に設立された。初代理事長に佐橋滋。のち最高顧問に就任し、四国通産局長を歴任した宮野素行（1957年通産省入省）が理事長職を継いだ。監督官庁は通商産業省で余暇開発室が担当した。毎年大型連休前に「レジャー白書」を発行していた。
2000年には「財団法人自由時間デザイン協会」と改組した。「レジャー白書」発行も引き続き行なった。発行日は7月。監督官庁は2001年1月の中央省庁再編に伴い通商産業省が名称変更した経済産業省となった。
「財団法人自由時間デザイン協会」は2003年3月31日に解散し、翌日2003年4月1日 に「財団法人社会経済生産性本部国際部」内に「余暇創研」が設立された。人的資源も含め、旧自由時間デザイン協会の業務を引き継いだ（「社会経済生産性本部」は1994年4月に「財団法人日本生産性本部」と社団法人社会経済国民会議が統合されたもの。「財団法人日本生産性本部」は1955年3月に発足した。生産性運動参照。）